# Caslon

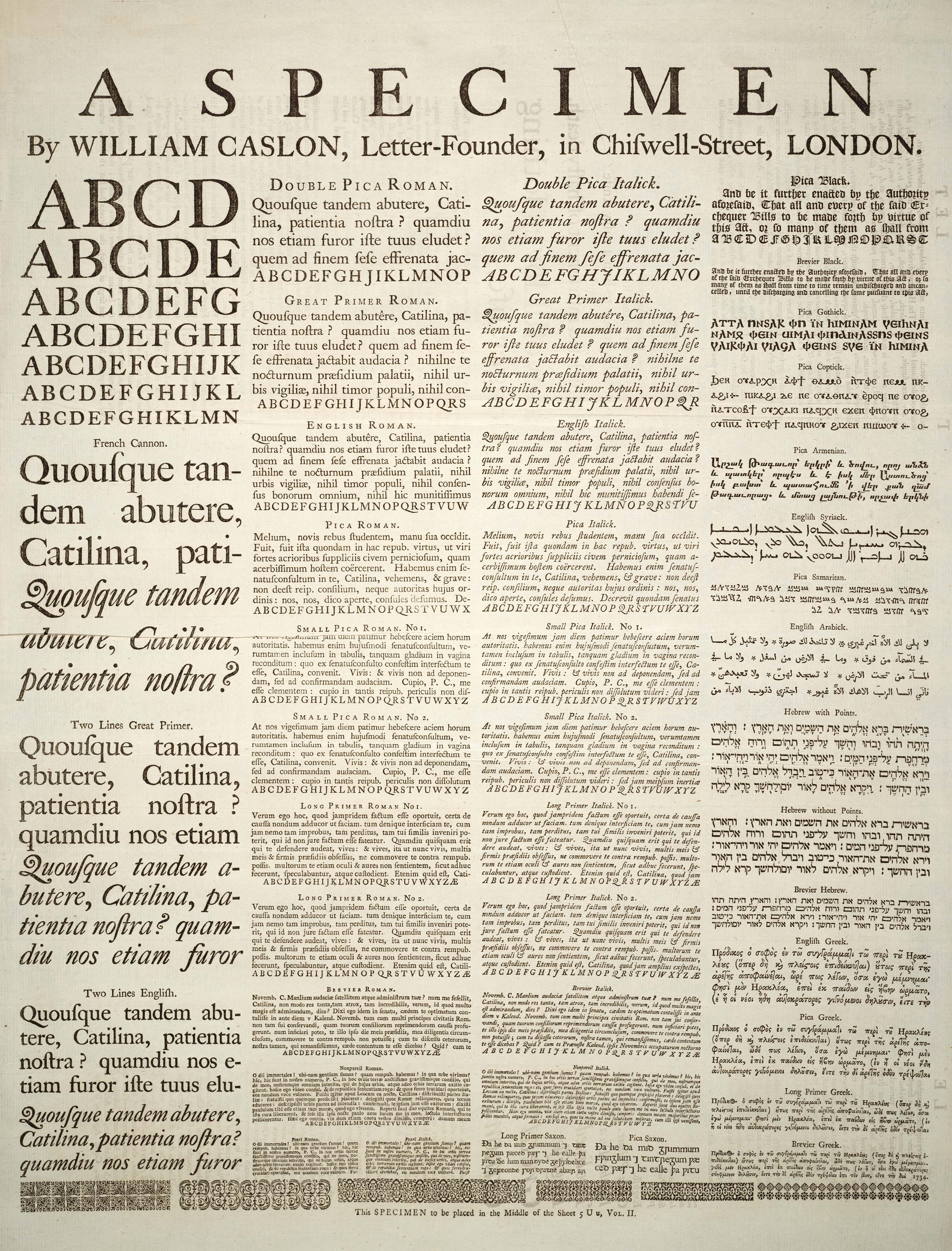
Exempel på Caslon.

Caslon är ett typsnitt skapat 1722 av den engelske grafikern William Caslon I. Det var standardtypsnittet för det brittiska imperiet under mitten av 1700-talet och valdes 1776 som typsnitt för såväl USA:s självständighetsförklaring (United States Declaration of Independence) som dess konstitution (United States Constitution).
Typsnittet är än i dag vanligt i böcker och annan brödtext, och de flesta större stilgjuterier erbjuder någon variant av Caslon.